# أبطال الزهور الستة
أبطال الزهور الستة (باليابانية: 六花の勇者، بالروماجي: Rokka no Yūsha) هي سلسلة رواية خفيفة من تأليف إيشيو ياماغاتا، نشر في 25 أغسطس 2011، اقتبست إلى سلسلة مانغا، نشرت في 25 فبراير عام 2012 حتى 20 نوفمبر عام 2014، وتكونت من 4 مجلدات، ثم اقتبست إلى أنمي تلفزيوني من إنتاج استوديو باسيون، عرض في 4 يوليو عام 2015 حتى 19 سبتمبر عام 2015، وتكون من 12 حلقة.

## القصة
يحكي المسلسل عن ست أشخاص يختارهم اله القدر ليختموا اله الشر كل ثلاث مئة عام تقريبا بدأ الأنمي وقد ظهروا ابطال الزهرة الستة مرتين وتدور القصة حول أبطال المرة الثالثة حيث أنه عندما يقترب ظهور اله الشر تظهر علامة على ست أشخاص وهم أبطال الزهور الستة حيث يجتمعوا في قرية تسمى بأرض الشياطين العاوية وقد جهزت لهم قديسة الملح حاجز ليفعلوه من معبد في مدخل أرض الشياطين العاوية ليحبسوا فيها الكيوما (الكيوما: هي شياطين صغيرة صنعها اله الشر (الشيطان) كي تقضي على ابطال الزهور الستة قبل خروجه) ويقتلوها حيث التقوا بلورين مجند من الدرجة الأولى في جيش غوينباير وهو من سيخبرهم عن الحاجز وكيفية تفعيله وما الذي سيحدث عند تفعيله ثم يكملوا المسيرة إلى المعبد لتفعيل الحاجز في الوقت المحدد وعندما يصل البطل الأول ادليت ماير يكون هناك من يستنجد به ليفتح الباب فيذهب ويضع متفجرات لفتح الباب وعندما يفتح الباب يمتلئ الجو بالضباب وعلى ما شرح له أن الضباب يخرج عند تفعيل الحاجز ويتحول المستنجد إلى كيوما ويهرب سريعا في ذلك الحين يدخل ادليت المعبد فيرى ان الحاجز مفعل بالفعل وبعدها يدخل البقية فيرو الحاجز مفعل وادليت يقف أمام مكان التفعيل ينظروا إلى أنفسهم وإليه فيجدوا أنهم سبعة وليسوا ستة وهذا مستحيل لذلك يشكوا أن ادليت هو السابع المدسوس بينهم لحساب اله الشر ويبدوا بالتشكيك في بعضهم ومحاربة بعضهم إلى أن يكشف ادليت الحقيقة في نهاية الانمي.

## الشخصيات
أبطال الزهور الستة
ادليت ماير: هو من ابطال الزهور الستة توفيت عائلته وهو لم يتعد العاشرة من عمره وذهب إلى رجل سمع أنه لو تدرب عنده سيكون الأقوى في العالم وهذا ما حلم به منذ ذلك اليوم ليستطيع تدمير الكيوما وختم اله الشر الذي قتل أسرته وكان اسمه اتروسبايكر.
هانز هامبتي
هو قاتل مأجور في الحقيقة لم يذكر عنه شئ آخر.
ناشيتانيالوي بينيا اوغوسترا
هي ولية عهد بينياو قديسة الإنصال.
غولدوف اورا
هو قائد فرسان القرن الأسود لبينيا وهو مقرب من الاميرة ناشياتنيا ولكن لا يعلم بأمر انها السابع
مورا تشيستر
هي قديسة أجبال وكبيرة معبد كل السماوات المعبد الذي يشرف على القديسات.
تشامو
هي قديسة المستنقعات وهي في الرابع عشر من عمرها أصبحت قديسة وهي في سن السابعة وهي قوية للغاية.
فلايمي
هي قديسة البارود وهي هجين من أب بشري وأم كيوما، أمر أحد حكام الكيوما بولادتها لتكون بيدق لقتل الأبطال وإعادة اله الشر ولأنها هجين فإنها تستطيع القيام بأمور مستحيلة على كلا الطرفين وقد قتل والدها بعد اخصاب امها.

## وصلات خارجية
- أبطال الزهور الستة على موقع ANN manga (الإنجليزية)

لم يتم العثور على روابط لمواقع التواصل الاجتماعي.